# Skup Djevica
Skup Djevica, sustav Djevica, Djevičanski skup, galaktičko jato Djevice ili skup Virgo je galaktički skup (grozd galaktika, galaktičko jato) na udaljenosti od oko 59 milijuna svjetlosnih godina (18 milijuna parseca) u zviježđu Djevici. Grozd se sastoji od oko 1300, možda i 2000 galaktika i čini središte Mjesnog superskupa. Naša Mjesna skupina nalazi se na vanjskom rubu Mjesnog superskupa. Masa Skupa Djevice procijenjena je na 1,2·1015 masa našeg Sunca. Promjer Skupa Virgo je oko 7,2 milijuna svjetlosnih godina. 
Sjajnije galaktike u skupu otkrio je još Charles Messier sredinom 18. stoljeća. Prva otkrivena galaktike je bila M49. Messier je kasnije otkrio i M87, dominantnu galaksiju skupa. Zbog svojeg slabog teleskopa, Messier nije uspio otkriti pravu prirodu galaktika nego ih je smatrao mrljama bez zvijezda. Da se radi o drugim galaksija, shvatilo se tek u 20im godina 20. stoljeća.
Skup je po sastavu heterogena mješavina eliptičnih i spiralnih galaksija. OD 2004., vjeruje se da su spiralne galaktike raspoređene u duguljastom vlaknu, oko 4 puta dužem nego širem, koji se proteže duž vizurne linije iz Mliječne staze. Eliptičke galaktike su više grupirane u središtu skupa.
Skup se može podijeliti na barem tri podgrupe. Svaka od tih podgrupa centrirana je na galaksijama M87, M86 i M49. Dominantna podgrupa je ona od M87, s oko 10·1014 sunčevih masa, što je za jedan red veličine više od ostalih podgrupa.
Veliku masu skupa otkrivaju i neobično velike brzine mnogih galaksija. Neke se kreću čak 1,600 km/s u odnosu na središte skupa.
Skup Virgo nalazi se unutra Lokalnog Superjata, i njegov gravitacijski utjecaj usporava okolne galaksije. Velika masa skupa utječe na usporavanje udaljavanja Lokalne Grupe za gotovo 10%.
Galaktike iz ovog skupa popisane su u Katalogu skupa Virga (VCC) i Proširenom katalogu skupa Virga (EVCC).
U ovom ogromnom galaktičkom jatu Djevice od 100 galaktika, nalazi se galaktičko jato od 35 galaktika Lokalna grupa promjera od 110 milijuna svjetlosnih godina, koja je samo mali dio Djevičanskog skupa. U Lokalnoj grupi najveća je galaktika Andromeda, a odmah poslije nje je njena sestrinska galaktika, naša galaktika Kumova slama (Mliječni put), koja je zapravo binarni sustav galaksija, koja je gravitacijski vezana za Andromedu.

## Značajniji članovi Skupa Djevice
- M49
- M58
- M59
- M60
- M61
- M84
- M86
- M87
- M89
- M90
- M91
- M99
- M100
- NGC 4365
- NGC 4535

## Vanjske poveznice
- Markarianov lanac
- Karta Skupa Virgo za astronome amatere